# L'uomo vestito di nero
L'uomo vestito di nero (The Man in the Black Suit) è un racconto di Stephen King pubblicato in origine sulla rivista The New Yorker il 31 ottobre 1994.

## Trama
L'anziano Gary racconta una storia accadutagli quando aveva 9 anni, poco dopo la morte del fratello a causa della puntura di un'ape. Un giorno Gary va a pescare e si addormenta. Quando si sveglia è spaventato nello scoprire un'ape posata sul suo naso. Anche se Gary non condivide l'allergia del fratello per le api è comunque spaventato. Improvvisamente sente uno sbattere di mani e l'ape è morta. Girandosi Gary scopre un uomo con occhi fiammeggianti incombere su di lui. Vestito con una suite nera l'uomo ha la pelle pallida e unghie come artigli. Quando sorride espone orribili denti simili ad uno squalo. L'uomo, che odora di fiammiferi bruciati, dice a Gary cose terribili: sua madre è morta mentre il ragazzo era fuori, suo padre vuole molestarlo, che lui (l'uomo vestito di nero) intende mangiarlo. All'inizio Gary non gli crede. Tuttavia dopo poco si rende che l'uomo è in realtà il diavolo. Lanciandogli addosso un pesce che aveva catturato tenta la fuga. Ma l'uomo vestito di nero divora il pesce in un solo boccone e insegue Gary fino ai limitI della foresta. Quando Gary pensa di essersene sbarazzato vede l'uomo subito dietro a lui. Tirando anche la canna da pesca contro l'uomo si addentra ancora più in profondità nella foresta. Tornato a casa Gary trova il padre e inventa una scusa su cosa sia successo mentre era a pescare. Gary crede alle parole dell'uomo finché non vede la madre in cucina. A questo punto capisce che le cose che l'uomo in nero gli aveva raccontato erano false. Tuttavia è tormentato dall'incidente per il resto della sua lunga vita.

## Storia editoriale
Pubblicato originariamente sulla rivista The New Yorker il 31 ottobre 1994, l'anno successivo il racconto si è aggiudicato il Premio World Fantasy e il Premio O. Henry per il miglior racconto breve. Nel 1997 viene pubblicato nell'antologia ad edizione limitata Six Stories (edito dalla Philtrum Press, piccola casa editrice di King stesso, curata dalla sua storica assistente Marsha DeFilippo) in 1100 copie numerate e firmate. Leggermente rivisto rispetto alla versione iniziale, il racconto viene quindi inserito nel 2002 nella raccolta Everything's Eventual, pubblicata in Italia nello stesso anno col titolo Tutto è fatidico.
King ha parlato della storia come un omaggio al racconto Il giovane signor Brown (Young Goodman Brown) di Nathaniel Hawthorne (1835).
In Italia è stata pubblicato nel novembre 2020 come volume a sé stante dalla Sperling & Kupfer: in questa edizione italiana, basata sull'edizione spagnola del 2017 (i disegni di Ana Juan che accompagnano il racconto erano stati creati per quest'ultima), è stato anche inserito il racconto di Hawthorne sopra menzionato.

## Opere derivate
- L'uomo vestito di nero è stato adattato nel 2004 in un cortometraggio dallo stesso titolo, diretto da Nicholas Mariani.[2]
- Nel 2014 è apparso un altro cortometraggio, diretto da Lachlan Wilson, con  Harris Webster, Ross Nevin e Christine Wilson.[3]